# HD 130084
HD 130084，又名BD+33 2489，SAO 64306、HR 5510，是一颗恒星，视星等为6.28，位于銀經52.83，銀緯64.79，其B1900.0坐标为赤經14h 41m 2.6s，赤緯+33° 64.79′ 43″。